# رابدومیوسارکوم جنینی
رابدومیوسارکوم جنینی (انگلیسی: Embryonal rhabdomyosarcoma) یا به‌اختصار «ERMS» نوع نادری از سرطان بافت همبند است، که در آن سلول‌های بدخیم مشتق از بافت مزانشیمی، مشابه سلول‌های بدوی ماهیچه‌ای در جنین است. این سرطان، شایع‌ترین نوعِ سارکوم بافت نرم در کودکان است.

## طبقه‌بندی
رابدومیوسارکوم جنینی شایعتر از نوع دیگر رابدومیوسارکوم یعنی رابدومیوسارکوم آلوِئولار است. نام غیررسمی این سرطان، «تومور سلول کوچک آبی» است که علت آن نمای خاص سلول‌هایش در زیر میکروسکوپ با رنگ‌آمیزی بافتیِ هماتوکسیلین-ائوزین است.

## پیش‌آگهی و بقا
طی دهه‌های اخیر، بقای بیماران مبتلا به این سرطان به میزان قابل توجهی افزایش یافته‌است و میزان بقای پنج‌ساله، بیش از ۷۰٪ است.